# Janne Ojanen
Janne Juhani Ojanen (ur. 9 kwietnia 1968 w Tampere) – fiński hokeista, reprezentant Finlandii, dwukrotny olimpijczyk. Trener.
Jego syn Oskari (ur. 1995) także jest hokeistą.

## Kariera zawodnicza
- Tappara U18 (1984-1985)
- Tappara U20 (1985-1986)
- Tappara (1987-1988)
- Utica Devils (1988-1989)
- New Jersey Devils (1988-1990)
- Tappara (1990-1992)
- New Jersey Devils (1992-1993)
- Cincinnati Cyclones (1992)
- Tappara (1993-1996)
  -  HC Lugano (1995)
- Malmö IF (1996-1998)
- Tappara (1998-2010)

Wychowanek i wieloletni zawodnik klubu Tappara. W rodzimych rozgrywkach SM-liiga występował tylko w jego barwach – łącznie przez 20 sezonów (w tym 12 ostatnich jako kapitan drużyny). Ponadto przez trzy lata grał w USA w ligach NHL, AHL i IHL, a ponadto w Europie epizodycznie w szwajcarskiej lidze NLA oraz dwa sezony w szwedzkiej Elitserien.
Został rekordzistą rozgrywek SM-liiga w klasyfikacjach łącznej liczby asyst i punktacji kanadyjskiej.
Uczestniczył w turniejach Canada Cup 1987, 1991, mistrzostw świata w 1987, 1994, 1995, 1996, 1997, 2002, Pucharu Świata 1996 oraz zimowych igrzyskach olimpijskich 1988, 1994.

## Kariera trenerska
W sezonie 2011/2012 był asystentem trenera w macierzystym klubie Tappara. Od sezonu 2015/2016 asystent w sztabie klubu Nokian Pyry.

## Sukcesy

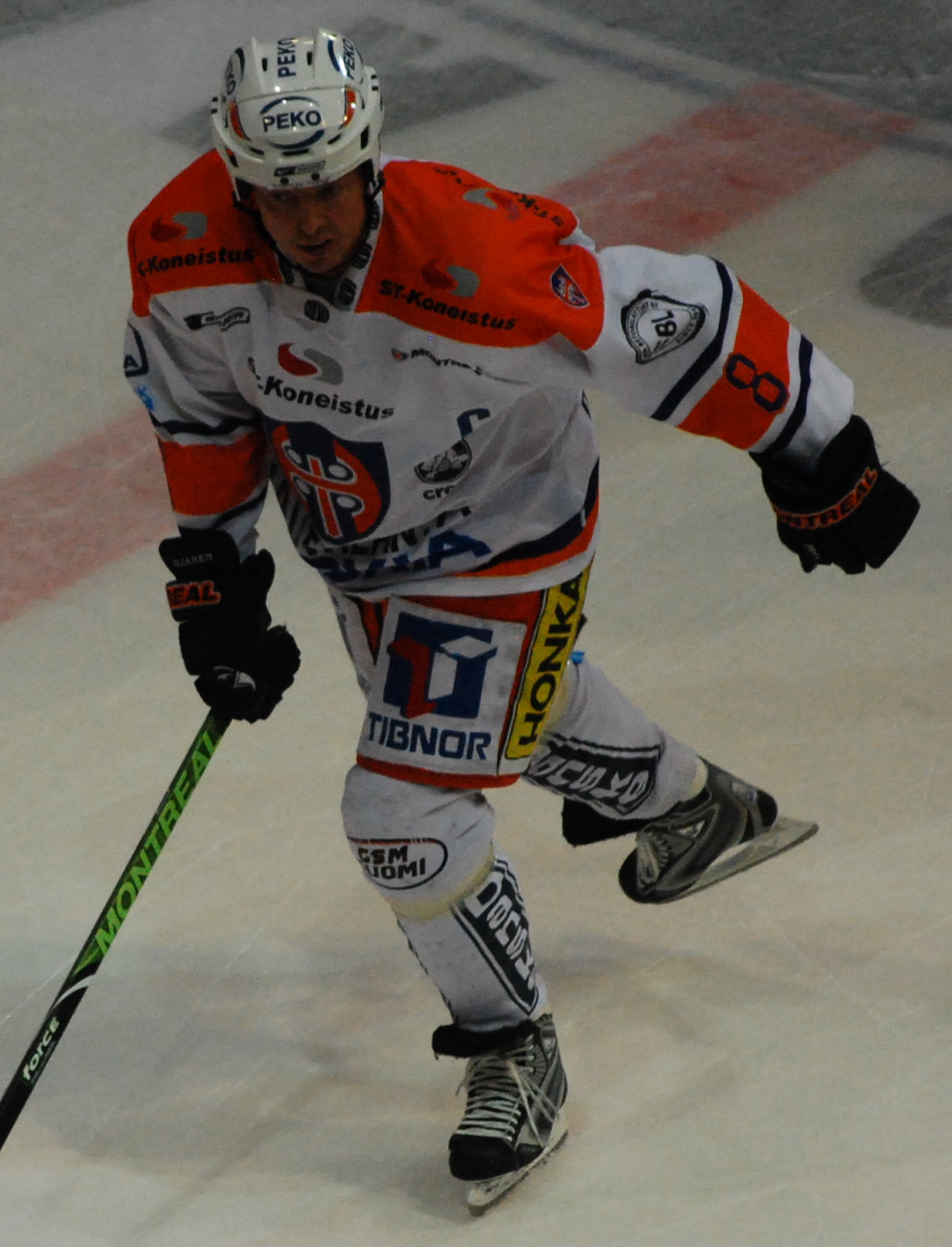
Janne Ojanen w barwach Tappara (22 października 2008)

Reprezentacyjne
- Złoty medal mistrzostw Europy juniorów do lat 18: 1986
- Srebrny medal zimowych igrzysk olimpijskich: 1988
- Brązowy medal Canada Cup: 1991
- Brązowy medal zimowych igrzysk olimpijskich: 1994
- Srebrny medal mistrzostw świata: 1994
- Złoty medal mistrzostw świata: 1995

Klubowe
- Złoty medal mistrzostw Finlandii: 1986, 1987, 1988, 2003 z Tappara
- Srebrny medal mistrzostw Finlandii: 2002, 2002 z Tappara
- Brązowy medal mistrzostw Finlandii: 2008 z Tappara
- European Trophy: 2009 (turniej fiński) z Tappara

Indywidualne
- Mistrzostwa Europy juniorów do lat 18 w 1986:
  - Skład gwiazd turnieju
- SM-liiga 1986/1987:
  - Pierwsze miejsce w klasyfikacji strzelców goli w osłabieniu: 1
  - Najlepszy debiutant sezonu – Trofeum Jarmo Wasama
- Mistrzostwa świata do lat 20 w 1987:
  - Pierwsze miejsce w klasyfikacji asystentów turnieju: 9 asyst
  - Drugi skład gwiazd turnieju
- SM-liiga 1993/1994:
  - Najlepszy zawodnik miesiąca – grudzień 1993
  - Pierwsze miejsce w klasyfikacji asystentów w fazie play-off: 9 asyst
  - Czwarte miejsce w klasyfikacji kanadyjskiej w fazie play-off: 11 punktów
- SM-liiga 1994/1995:
  - Najlepszy zawodnik miesiąca – luty 1995
  - Czwarte miejsce w klasyfikacji strzelców w sezonie zasadniczym: 23 gole
  - Czwarte miejsce w klasyfikacji asystentów w sezonie zasadniczym: 33 asyst
  - Trzecie miejsce w klasyfikacji kanadyjskiej w sezonie zasadniczym: 55 punktów
- SM-liiga 1995/1996:
  - Drugie miejsce w klasyfikacji asystentów w sezonie zasadniczym: 44 asysty
  - Drugie miejsce w klasyfikacji kanadyjskiej w sezonie zasadniczym: 64 punkty
- SM-liiga 1998/1999:
  - Pierwsze miejsce w klasyfikacji strzelców goli w osłabieniu: 2
  - Trzecie miejsce w klasyfikacji asystentów w sezonie zasadniczym: 46 asyst
- SM-liiga 1999/2000:
  - Pierwsze miejsce w klasyfikacji asystentów w sezonie zasadniczym: 47 asyst
  - Trzecie miejsce w klasyfikacji kanadyjskiej w sezonie zasadniczym: 65 punktów
- SM-liiga (2000/2001):
  - Pierwsze miejsce w klasyfikacji minut kar w fazie play-off: 33 minuty
- SM-liiga (2001/2002):
  - Pierwsze miejsce w klasyfikacji asystentów w sezonie zasadniczym: 41 asyst
  - Pierwsze miejsce w klasyfikacji kanadyjskiej w sezonie zasadniczym: 61 punktów (Trofeum Veliego-Pekki Ketoli)
  - Najlepszy zawodnik w sezonie zasadniczym – Trofeum Lasse Oksanena
  - Trzecie miejsce w klasyfikacji asystentów w fazie play-off: 7 asyst
  - Piąte miejsce w klasyfikacji kanadyjskiej w fazie play-off: 9 punktów
  - Kultainen kypärä (Złoty Kask) – najlepszy zawodnik (w głosowaniu graczy ligi)
  - Skład gwiazd sezonu
- SM-liiga (2007/2008):
  - Siódme miejsce w klasyfikacji asystentów w sezonie zasadniczym: 35 asyst[2]
  - Dziesiąte miejsce w klasyfikacji kanadyjskiej w sezonie zasadniczym: 52 punkty[3]
  - Trofeum Raimo Kilpiö – najuczciwszy zawodnik sezonu

Rekordy
- Pierwsze miejsce w klasyfikacji łącznej asystentów w historii SM-liiga: 516 asyst[4]
- Pierwsze miejsce w klasyfikacji łącznej kanadyjskiej w historii SM-liiga: 799 punktów (283 goli i 516 asyst; 28.11.2009 poprawił rekord Arto Javanainena)[5]
- Pierwsze miejsce w klasyfikacji liczby rozegranych meczów w barwach klubu Tappara: 876[6]

Wyróżnienia
- Jego numer 8 został zastrzeżony dla zawodników drużyny przez macierzysty klub Tappara (18.09.2010)[7]
- Galeria Sławy fińskiego hokeja na lodzie (nr 206)